# ناویا اوتاکی
ناویا اوتاکی (ژاپنی: 大瀧 直也؛ زادهٔ ۱۱ ژوئن ۱۹۸۴) یک بازیکن فوتبال اهل ژاپن است.
از باشگاه‌هایی که در آن بازی کرده‌است می‌توان به باشگاه فوتبال مونتدیو یاماگاتا اشاره کرد.